# Politique étrangère de Cuba
La politique étrangère de Cuba désigne l’ensemble des relations internationales de la république de Cuba depuis son indépendance reconnue le 10 décembre 1898, à la suite de la guerre d'indépendance cubaine remporte contre le Royaume d'Espagne.
Cuba est actuellement un pays chef de file au Conseil des droits de l'homme des Nations unies, membre fondateur de l'Alternative bolivarienne pour les Amériques, membre de la Communauté d'États latino-américains et caraïbes, de l'Association latino-américaine d'intégration et des Nations unies. Cuba est membre du Mouvement des non-alignés et a accueilli son sommet de septembre 2006. De plus, en tant que membre de l'Association des États de la Caraïbe (AEC), Cuba a été reconduit à la présidence du comité spécial sur les questions de transport pour la région des Caraïbes.
Depuis 2009, le ministre des Affaires étrangères de Cuba est Bruno Rodriguez Parrilla.

## Chronologie des relations

### Indépendance
Les luttes pour l'indépendance remontent au milieu du XIXe siècle avec la guerre des Dix Ans qui débuta en 1868 ; Les États-Unis intervinrent dans la guerre d'indépendance cubaine, qui avait fait 200 000 morts depuis 1895 (soit 1/8 de la population), lors de la guerre hispano-américaine. Ils occupèrent ensuite l'île de 1901 à 1902, puis de 1905 à 1909, et poursuivent leur ingérence les années suivantes.
En 1924, Gerardo Machado devient président de Cuba avec le soutien des États-Unis, et dirige le pays d'une main de fer jusqu'en 1933, supprimant la liberté de la presse et réprimant l'opposition.

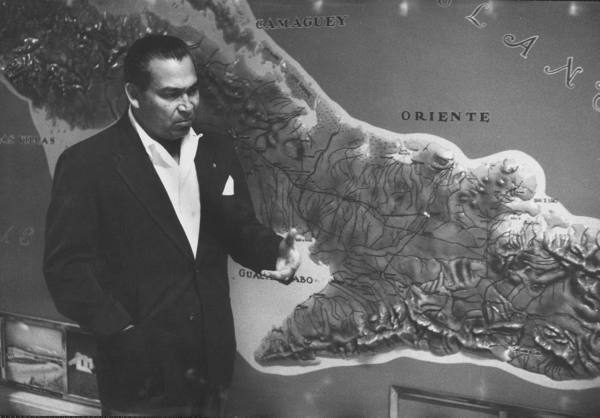
Le dictateur cubain Fulgencio Batista en mars 1957

Le milieu du XXe siècle est marqué par les deux mandats de Fulgencio Batista (1940-1944 et 1952-1959), arrivé une première fois au pouvoir de manière démocratique, puis par un Coup d'État. Son régime est pro-américain.

### Révolution et guerre froide
En 1959, Fulgencio Batista est renversé par Fidel Castro lors de la révolution cubaine, qui réoriente la politique cubaine vers l'Union soviétique. Par la suite, du 17 au 19 avril 1961 les États-Unis organisent une tentative de débarquement à la baie des Cochons de 1400 réfugiés cubains, qui se solda par un échec. Les États-Unis mettent alors en place un embargo économique en 1962, mais renoncent à toute invasion de Cuba.
Le pays est longtemps soutenu par l'URSS en échange de son alignement sur sa politique.
Le mois d'octobre 1962 est marquée par la crise des missiles de Cuba et qui ont opposé les États-Unis et l'Union soviétique au sujet des missiles nucléaires installés à Cuba, pointés en direction du territoire des États-Unis. Cette crise qui mène les deux blocs au bord de la guerre nucléaire, est finalement désamorcée par des négociations conduisant au retrait de ces missiles.
Le statu quo caractérisé par l'embargo américain et le soutien de l'URSS perdure jusqu'à la fin de la guerre froide.

### Réchauffement des relations avec les États-Unis
Fidel Castro dirige Cuba jusqu'au 31 juillet 2006 puis son frère Raúl Castro Ruz est élu le 24 février 2008 lui succède après avoir assuré l'intérim pendant deux ans. La même année, Barack Obama est élu président des États-Unis et engage une détente avec Cuba.
En mars 2009, le Congrès des États-Unis autorise les citoyens américains d'origine cubaine à se rendre à Cuba une fois par an ; puis, le 13 avril 2009, le Barack Obama annonce la fin des restrictions sur les voyages et les transferts d'argent des Cubano-Américains vers l'île. Il est toujours interdit d'envoyer de l'argent à des membres de la fonction publique ou de l'armée cubaine, et l'embargo est, pour sa plus grande partie, maintenu.
Le 17 décembre 2014, les deux pays annoncent conjointement la reprise de leurs relations diplomatiques, impliquant un assouplissement de l'embargo américain sur Cuba. À cette occasion, les trois agents cubains toujours emprisonnés aux États-Unis sont libérés.
Le 20 juillet 2015, les bâtiments qui abritaient jusqu'à présent les sections d’intérêts dans chaque capitale ont retrouvé leur statut d’ambassade. Les employés ont été accrédités auprès de ces dernières et les chefs de mission sont devenus chargés d'affaires, en attendant la nomination d'ambassadeurs.
Le 20 mars 2016, le président américain Barack Obama fait une visite officielle à Cuba. C'est la première fois depuis 1928 qu'un président américain en exercice se rend sur le sol cubain.
Les relations entre les deux pays se détériorent après l'arrivée au pouvoir de Donald Trump. La nouvelle administration cite Cuba comme partie intégrante de la « troïka de la tyrannie » (au côté du Venezuela et du Nicaragua) en Amérique latine. Des sanctions économiques sont dirigées vers l'ile, notamment de fortes restrictions de l'activité touristique

## Relations avec le continent américain

### Relations avec les États-Unis

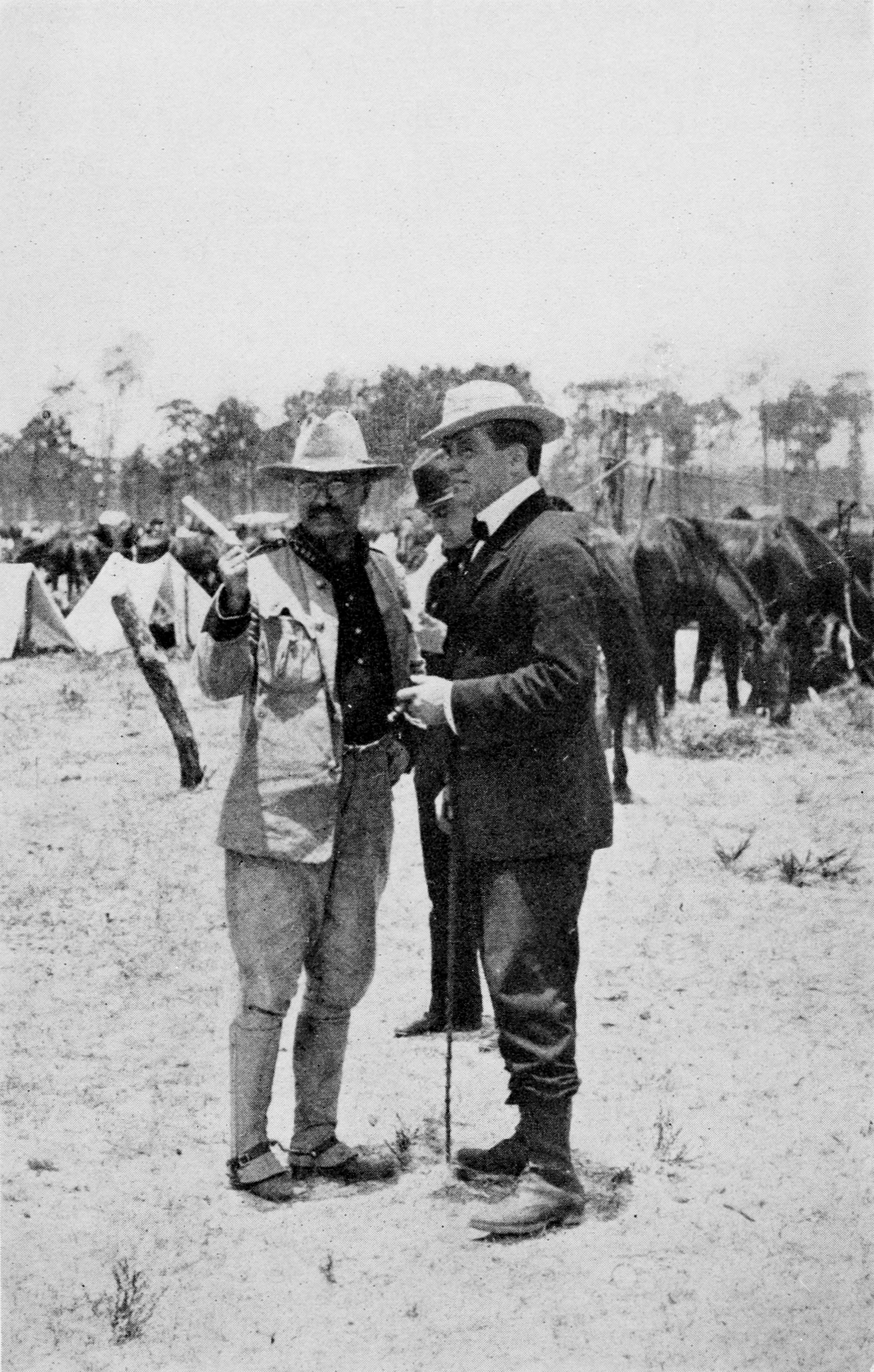
Theodore Roosevelt, 26ème président des États-Unis élu en 1901, participe en tant que colonel à la guerre d'indépendance cubaine. Photo prise à Cuba, en compagnie du journaliste Davis en 1898.

Les États-Unis interviennent à partir de 1898 dans la guerre d'indépendance cubaine, soutenant les insurgés contre l'Espagne. Les troupes espagnoles vaincues, les Américains instaurent en janvier 1899 un gouvernement militaire d'occupation à La Havane.
L'indépendance de Cuba est reconnue, mais l'amendement Platt, adopté en juin 1901, établit de facto un protectorat américain sur Cuba et octroie à Washington les bases de Guantánamo et de Bahia Honda. Les troupes américaines se retirent en 1902 mais investissent à nouveau le pays en 1906 pour mettre fin à des troubles politiques. Elles administrent le pays jusqu'en 1909. L'armée américaine est de retour en 1912 après une révolte des ouvriers agricoles ; la répression fait des milliers de morts.
Dans la deuxième moitié de XXe siècle, Cuba se détourne des États-Unis après la révolution pour se rapprocher de l'Union soviétique. Lors de son arrivée au pouvoir, Fidel Castro effectue son premier voyage officiel à Washington. Il rencontre en avril 1959 le vice-président Richard Nixon à la Maison-Blanche.
Dwight D. Eisenhower, accorde en 1960, 13 millions de dollars pour créer un camp d'entrainement au Guatemala destiné à former des combattants anticastristes. Le débarquement de la baie des Cochons, mené en avril est cependant un échec. Le ministre cubain des Affaires étrangères, Raúl Roa García, demande l'aide de l'Organisation des Nations unies, affirmant que son pays avait été attaqué par « une force mercenaire organisée, financée et armée par le gouvernement des États-Unis, en provenance du Guatemala et de la Floride. » L'ambassadeur américain réfuta ces accusations, qu'il qualifia de « totalement fausses ». L'ambassadeur britannique apporta son soutien aux États-Unis : « Le gouvernement britannique sait par expérience qu'il peut faire confiance à la parole des États-Unis. »
Les premières mesures de rétorsion économique — la réduction des importations de sucre en provenance de l’île — ont été imposées à Cuba en 1960 en raison des nationalisations décidées par le gouvernement cubain.
Entre 1959 et 2015, le déficit migratoire cumulé dépasse le million, soit 12 % de la population moyenne durant cette période. Les quatre cinquièmes des Cubains se réfugient aux États-Unis. Pour favoriser l'émigration des Cubains, la CIA répand des rumeurs dans l'ile. La première d'entre elles fut un projet de loi qui prévoyait que le gouvernement cubain enlève aux parents la garde légale de leurs enfants. Cette fausse information permet en 1962 l'envoi, par leurs parents, de quelque 14 000 enfants aux États-Unis dans un exode connu sous le nom d'« opération Peter Pan ».
En janvier 2023, les États-Unis annoncent la reprise totale de délivrance de visas d'immigration pour les Cubains désirant s'installer aux États-Unis, dans un contexte de nouvel exode record vers ce pays, mais sans que se dessine une normalisation des relations avec l'île communiste. De nombreux Cubains profitaient depuis fin 2021 de l'exemption de visa au Nicaragua, un allié de La Havane, pour tenter ensuite de rallier les États-Unis. Sur l'ensemble de l'année 2022, plus de 326.000 Cubains, soit 3 % de la population de l'île, sont ainsi entrés illégalement aux États-Unis, selon les autorités américaines.

### Relations avec la Bolivie
En janvier 2020, la Bolivie annonce la suspension de ses relations diplomatiques avec Cuba après que le chef de la diplomatie cubaine Bruno Rodriguez, ait qualifié Jeanine Añez, présidente par intérim de Bolivie après le renversement d'Evo Morales, de "putschiste autoproclamée".

### Relations avec la Colombie
En août 2016, La Havane accueille les accords de paix entre le gouvernement colombien et les Forces armées révolutionnaires de Colombie.

### Relations avec le Venezuela
Pendant les années de guérilla menée par Fidel Castro pour renverser le dictateur Fulgencio Batista, de nombreux actes de solidarité vénézuélienne avec le Mouvement du 26 juillet ont lieu. Après la chute du dictateur venezuelien Marcos Perez Jimenez le 23 janvier 1958, une collecte parmi la population vénézuélienne amasse 220 000 $, ainsi que beaucoup d'armes et de munitions,,. Des radiodiffuseurs vénézuéliens ont l'initiative de retransmettre les bulletins de guerre de Radio Rebelde via Radio Rumbos et Radio Continent, ce qui permit de connaître les avancées des guérillas castristes et les revers du dictateur Batista.
En 1959, Fidel Castro sollicite le président vénézuélien Rómulo Betancourt pour obtenir son appui et l'obtention de pétrole. À la suite du refus ce celui-ci Cuba arme les groupes d’extrême gauche qui combattent Romulo Betancourt pour le renverser. Après l'implosion de l'URSS, Cuba renoue avec le Venezuela. Ainsi en 1992, Fidel Castro apporte son soutien au président Carlos Andrés Pérez et condamne le coup d'État manqué du lieutenant colonel Hugo Chávez. Ce dernier est emprisonné puis libéré deux plus tard.
Quand le nouveau président du Venezuela s'éloigne de Cuba, Fidel Castro invite Hugo Chávez à La Havane, les deux hommes sympathisent. En 1998 Hugo Chávez arrive au pouvoir à Caracas. Hugo Chávez décrit Fidel Castro comme son « mentor » et parle de Cuba comme « une démocratie révolutionnaire ».
Dans les années 1980, le futur président du Venezuela, Nicolás Maduro suit une formation à l'école des cadres du Parti communiste de Cuba destinée à former les futurs révolutionnaires d'Amérique latine. Il reçoit des cours de philosophie marxiste et d'économie politique, il apprend l'histoire de l’Amérique latine, des révolutions mexicaine et cubaine,.
Les relations bilatérales s'accentuent notamment sur une aide au développement, une coopération entre les entreprises, des transactions financières, l'échange des ressources énergétiques et des technologies de l'information et de la communication dans les domaines des services de renseignement et militaires. Une caractéristique des échanges Cuba-Venezuela est que les biens sont peu coûteux pour le pays d'exportation, mais d'une grande importance pour le pays importateur.

### Relations avec Haïti
À la suite de la révolution cubaine, le dictateur haïtien François Duvalier rompt ses relations diplomatiques avec Cuba sous la pression de l’Organisation des États américains. En 1977, malgré l'absence de relations diplomatiques officielles, les nations des Caraïbes signent un accord de frontière maritime entre Cuba et Haïti établissant la frontière maritime officielle dans le passage au vent. Jean-Bertrand Aristide et Fidel Castro conviennent de rétablir les relations en 1997 et plus tard au cours de cette même année, une ambassade de Cuba a ouvert ses portes à Port-au-Prince.
300 000 cubains sont d'origine haïtienne faisant du créole haïtien la deuxième langue la plus parlée du pays.

## Relations avec l'Europe

### Relations avec la Russie

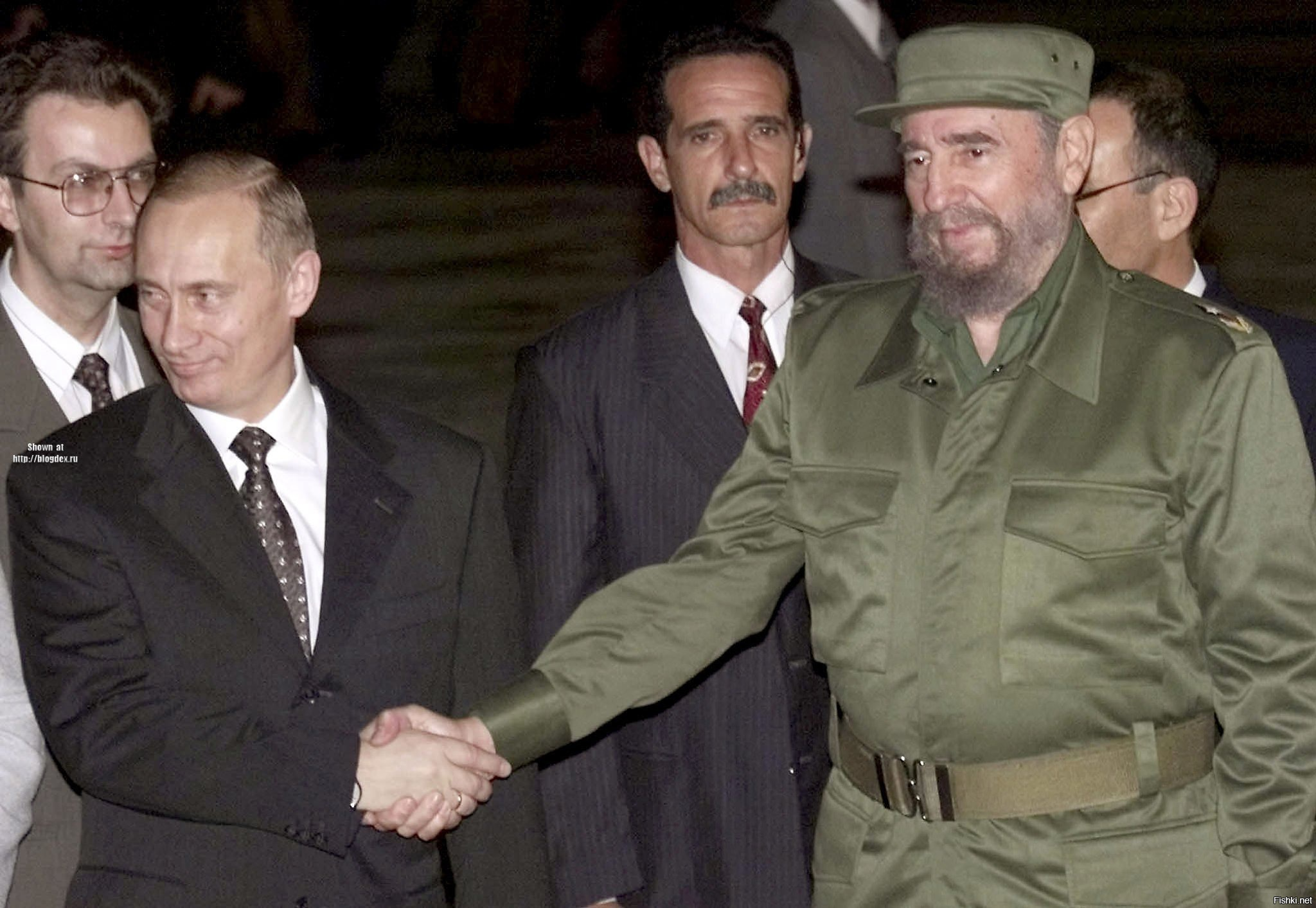
Vladimir Poutine et Fidel Castro à Cuba en décembre 2000

Les relations entre les deux pays ont quelque peu souffert pendant l'administration Boris Eltsine, car Cuba a été contraint de rechercher de nouveaux alliés majeurs, comme la Chine, après la dissolution de l'Union soviétique. Les relations se sont améliorées lorsque Vladimir Poutine a été élu nouveau président russe, qui met l'accent sur le rétablissement de relations solides avec les anciens alliés soviétiques.
En novembre 2008, le président russe Dmitri Medvedev se rend à Cuba accompagné du ministre de l'Energie Sergueï Chmatko, le directeur du Service fédéral de contrôle technico-militaire, Mikhaïl Dmitriev, le chef de l'Agence spatiale Anatoly Terminov, et le chef de l'Agence du Tourisme, Anatoly Iarochkine, et rencontre son homologue Raul Castro pour un entretien privé.
La Russie était alors le dixième partenaire commercial de Cuba, avec des échanges commerciaux d'un montant de 363 millions de dollars.
En 2015 Raúl Castro se rend à Moscou, pour son 24ème déplacement dans la capitale russe (l'essentiel à l'époque de l'Union soviétique), dans un contexte où la Russie tente d'enrayer le rapprochement entre La Havane et Washington sous la présidence de Barack Obama.
En juillet 2018, le chef de la diplomatie russe Sergueï Lavrov se rend à la Havane, suivi en octobre suivant par Dimitri Medvedev (en tant que Premier ministre russe), qui promet que Cuba pourra toujours compter sur la Russie.
Les échanges commerciaux entre la Russie et Cuba étaient en hausse de 34 % entre 2017 et 2018, à 388 millions de dollars.

### Relations avec  l'Union européenne
L'Union européenne est le premier investisseur étranger à Cuba.
En juin 2019, le commissaire à la Coopération internationale et au développement, Neven Mimica se rend à La Havane d'où il déclare que « l'UE condamne fermement les sanctions imposées à Cuba par les États-Unis depuis l'accession à la présidence de Donald Trump.

### Relations avec l'Espagne

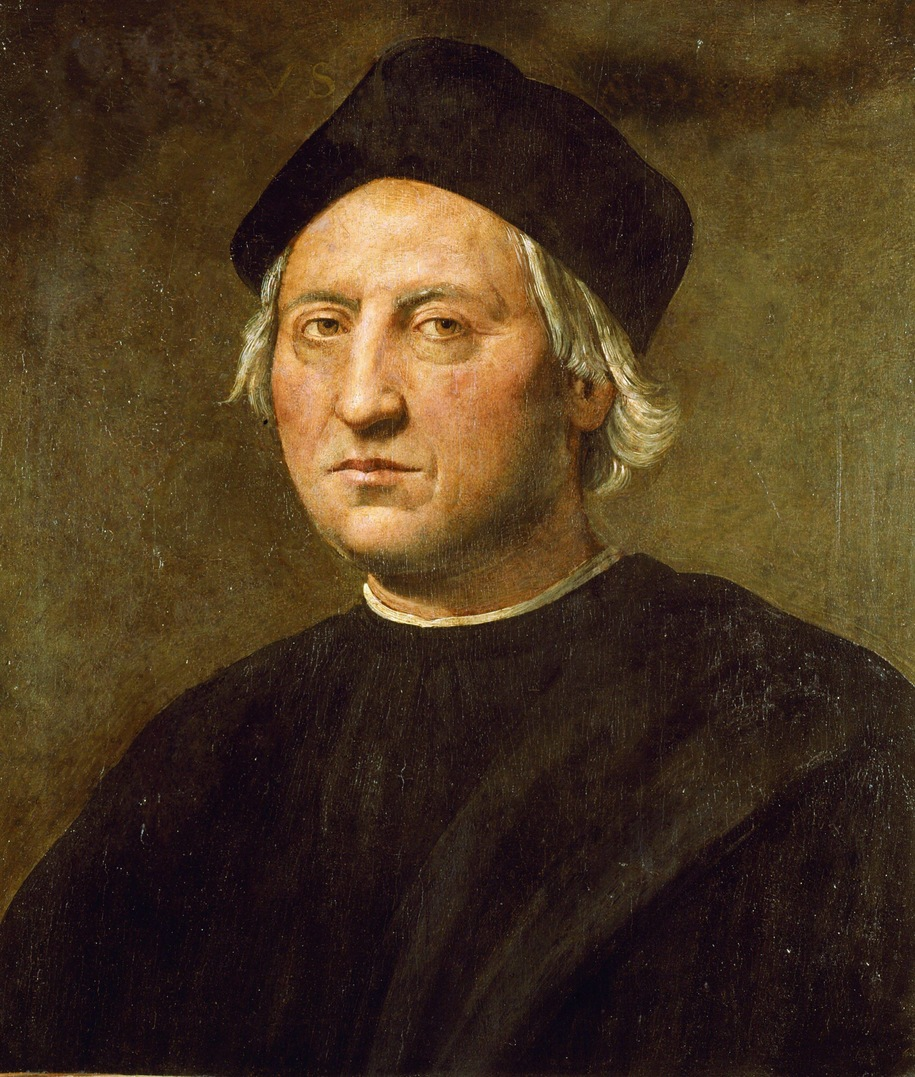
Christophe Collomb, navigateur génois au service de la monarchie espagnole, découvre l'île de Cuba en 1492

L'île de Cuba découverte par le navigateur Christophe Collomb au service de la monarchie espagnole en 1492, est administrée par l'Espagne jusqu'en 1898.
En 2017, les échanges commerciaux entre Cuba et l'Espagne étaient de 1,3 milliard d'euros

### Relations avec la France
Lors de la guerre hispano-américaine de 1898, la France enjoint à l'Espagne de renoncer à ses prétentions sur l'île de Cuba. Le traité de paix fut signé à Paris.
En 1960, Jean-Paul Sartre et Simone de Beauvoir se rendirent sur l'île.
En 1974, François Mitterrand se rend à Cuba. À l'époque, les socialistes français reconnaissent des points positifs dans les réalisations du régime de Fidel Castro dans les domaines de la santé, de l'éducation et de la culture sont majoritaires dans leur parti.
En 1991, la France soutient à l'ONU une motion qui lèverait les sanctions américaines contre Cuba. Fidel Castro est invité à Paris en 1995.
L'ambassadeur français à Cuba a vu son compte privé à la Banque transatlantique saisi par la justice américaine après qu'il eut libellé en dollars un chèque destiné à l'achat, à La Havane, d'une automobile de marque française pour son usage personnel.
En 2016, une antenne de l'Agence française de développement a été ouverte à La Havane, et elle focalise son action sur les secteurs agricole et ferroviaire.
La France est actuellement le 11e plus important partenaire commercial de Cuba à l'échelle du monde. Pernod-Ricard, Air France et Total y sont implantés.

## Relations avec l'Asie

### Relations avec la Chine
À la suite du déclin, puis de l'effondrement de l'Union soviétique en 1991, la République populaire de Chine est devenue un nouveau partenaire clé des relations extérieures de Cuba en tant que « gardien » des pays socialistes du monde entier. Les relations entre Cuba et la Chine continuent de se développer, la Chine étant le principal fournisseur de crédits à Cuba et son deuxième partenaire commercial, derrière le Venezuela,

### Relations avec l'Inde
Les relations entre l'Inde et Cuba sont chaleureuses et cordiales depuis la révolution cubaine. Les deux nations font partie du Mouvement des pays non alignés et Cuba a appelé à plusieurs reprises à une représentation plus « démocratique » du Conseil de sécurité des Nations Unies, soutenant la candidature de l'Inde à un poste permanent au sein d'un Conseil de sécurité réformé.

### Relations avec l'Iran
En novembre 2020, le ministre des Affaires étrangères d'Iran, Mohammad Javad Zarif se rend à La Havane et rencontre son homologue cubain Bruno Rodriguez Parrilla. Cette rencontre vise à afficher la solidarité mutuelle  entre les deux nations qui font face au renforcement des sanctions de l'administration américaine de Donald Trump.
Cuba apporte son soutien à l'Iran concernant le développement de son programme nucléaire civil et condamne la décision du gouvernement américain de se retirer unilatéralement du l'Accord de Vienne sur le nucléaire iranien.

## Relations avec l'Afrique
Cuba avait sa propre logique tiers-mondiste et une population noire était particulièrement tentée d'envoyer de sa propre initiative des soldats en Angola en novembre 1975 soutenir le Mouvement populaire de libération de l'Angola quand les troupes sud-africaines envahirent l'ancienne colonie portugaise.

### Relations avec l'Afrique du Sud
Des liens forts entre les deux pays se sont construits lors de la lutte contre l’apartheid et le soutien de Cuba au Congrès national africain de Nelson Mandela. Après la chute de l'apartheid, les deux pays se sont rapprochés autour d'un programme de coopération médicale qui vise à former des étudiants en médecine sud-africains à Cuba. Ainsi en 1991, Cuba est l'un des premiers pays où se rend Nelson Mandela, après sa libération de prison, afin de remercier Fidel Castro pour son soutien militaire. Il y déclare notamment que « L'intervention de Cuba en Angola et la défaite de l'armée sud-africaine ont contribué à détruire le mythe de l'invincibilité de l'oppresseur blanc et inspiré les masses dans la lutte pour la liberté. ».
En 2010, l'ambassadrice d’Afrique du Sud à Cuba Thenjiwe Mtintso déclare dans un discours resté célèbre : « Aujourd’hui, l’Afrique du Sud a de nombreux nouveaux amis. Hier, ces amis parlaient de nos dirigeants et de nos combattants comme des terroristes, et ils nous harcelaient depuis leurs pays tout en appuyant l’Afrique du Sud de l’Apartheid. Aujourd’hui, ces mêmes amis veulent que nous accusions et isolions Cuba. Notre réponse est très simple : c’est le sang des héros cubains et non pas celui de ces amis-là qui irrigue profondément la terre africaine et revivifie l’arbre de la liberté dans notre Patrie »
En 2013, à la suite de la mort de Nelson Mandela, le président cubain Raul Castro, frère de son prédécesseur, décrète trois jours de deuil national.
Des équipes médicales cubaines (composées en 2020 de 200 médecins) se trouvent en permanence en Afrique du Sud. Celles-ci sont renforcées en avril 2020 par l'arrivée de 200 médecins supplémentaires pour faire face à la crise sanitaire causée par la pandémie de Covid-19,.

### Relations avec l'Algérie
Les relations historiques entre l'Algérie et Cuba remontent à avant le recouvrement par l’Algérie de son indépendance en 1962 et au soutien inconditionnel qu’elle a reçu de la Révolution cubaine. Les deux pays entretiennent des relations diplomatiques depuis 1962. Cuba était le deuxième pays étrangers visité par le premier président algérien, Ahmed Ben Bella, après les États-Unis d'Amérique.

### Relations avec l'Angola
En 1975-1976, avec l’« opération Carlota » (du nom d’une esclave noire qui avait mené une insurrection à Cuba en 1843), plus de 30 000 conseillers cubains débarquent en Angola pour soutenir le pays dans sa lutte pour l’indépendance du Portugal. L’aide cubaine est à la fois militaire et médicale.

### Relations avec l'Égypte
Pendant la guerre froide, Nasser entretient de bonnes relations avec Fidel Castro, qu'il rencontre à Assemblée générale des Nations unies en septembre 1960. Un an plus tard, à la suite de l'échec de la tentative d’invasion américaine dans al baie des cochons, Nasser lui envoie un message de soutien disant :

« Je veux que vous sachiez, vous ainsi que tout le peuple cubain, que les amis de la liberté dans le monde ne resteront pas les bras croisés face aux crimes perpétués contre le peuple cubain sans défense. Ce à quoi le peuple cubain est exposé n'est pas seulement un crime contre ce peuple qui a voulu obtenir sa véritable liberté, mais un crime contre la paix mondiale et contre la conscience libre de l'humanité. »

En 1967, après la défaite égyptienne à la guerre des Six Jours, dont l'armée est anéantie, Fidel Castro se joint à l'Union soviétique pour envoyer à l'Égypte des armes, du matériel, ainsi quelques troupes en renforts.  

### Relations avec le Mozambique
À l'instar de l'Angola, le Mozambique est soutenu par Cuba lors de sa guerre d'indépendance contre le Portugal entre 1973 et 1975.

## Soft power

### La diplomatie médicale
L'île de Cuba bénéficie d’un très bon taux de médecins par rapport à sa population : 8,19 pour 1 000 habitants, soit le premier rang mondial. Malgré l'embargo américain, Cuba déploie, depuis les années 1960, une politique d’internationalisme médical dont profitent notamment les rebelles d’Angola et du Mozambique en guerre d'indépendance contre le Portugal. La neurochirurgienne cubaine Hilda Molina est présente en Algérie au début des années 1980. Elle indique avoir été trompée, elle ne savait pas à l'époque que son « gouvernement recevait des devises étrangères en échange du travail des médecins dans des conditions précaires ». Elle estime par ailleurs que le personnel médical devrait être volontaire et regrette son utilisation à des fins de propagande.
En 1981, Fidel Castro lance le « Plan Frente biologico » qui aboutit à la création du Centre de génie génétique et de biotechnologie, consacré à la fabrication de médicaments bon marché destinés à Cuba ainsi qu'à près de 50 pays dans le monde.
En 1999, Cuba crée l’« École latino-américaine de médecine », qui forme chaque année des milliers d’étudiants en médecine issus de toute l’Amérique latine.
Depuis lors, les médecins cubains se sont massivement engagés en 2014 en Afrique pour combattre l’épidémie d’Ebola, tandis qu'en 2020, ils sont déployés dans 38 pays pour combattre le Covid-19.
L'exercice de médecins cubains en mission à l’étranger représente une des principales sources de devises du pays.

### Le sport de haut-niveau
Proportionnellement à sa population, Cuba est le pays qui compte le plus de distinctions olympiques par habitant (220 médailles au total, bien que les Cubains aient boycotté les JO de Los Angeles, en 1984, et ceux de Séoul en 1988).

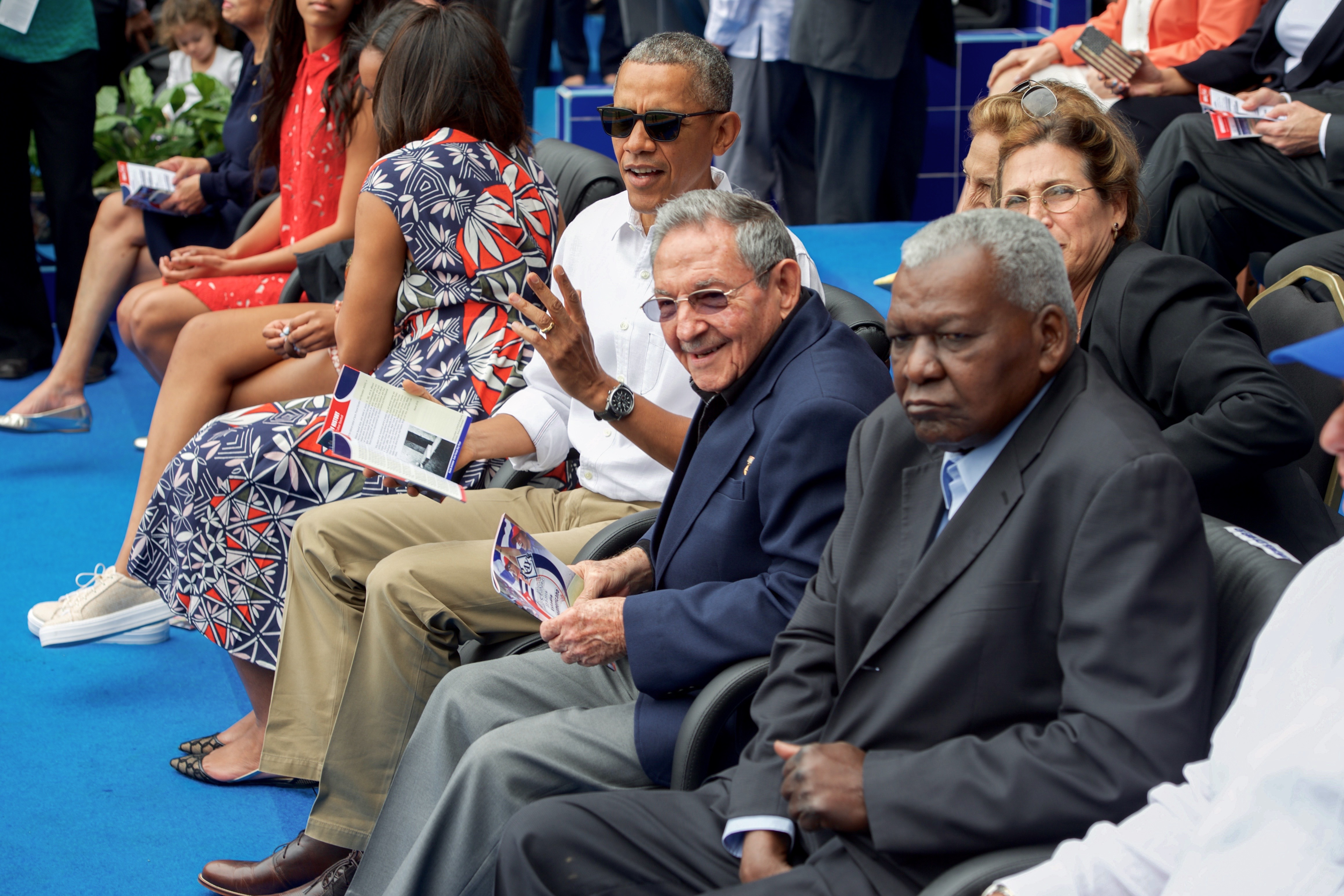
Le président américain Barack Obama et son homologue cubain Raul Castro au stade de la Havane pour un match de baseball

Le baseball est considéré à Cuba comme le sport national. L'équipe nationale cubaine a obtenu dix-huit couronnes mondiales entre 1961 et 2005 et trois médailles d’or aux Jeux olympiques. En 2016, la visite de Barack Obama à La Havane, première d'un président des États-Unis en exercice en 88 ans, se conclut sur un match de baseball, démontrant la puissance de ce sport dans la diplomatie américaine et cubaine.
Le sport professionnel, considéré comme un moyen « d’enrichir juste quelques-uns aux dépens du plus grand nombre » est interdit à Cuba depuis 1962. Les sportifs se voient appliquer un statut d’amateurs, auxquels l’État garantit un emploi en dehors des périodes d’entraînement et de concours. La mesure eut pour effet de provoquer la défection de nombreux sportifs renommés cubains, intéressés par les salaires proposés par les pays occidentaux aux sportifs professionnels. Ces défections n'affectent cependant pas significativement le sport cubain : la démocratisation de la pratique sportive permet à l'ile de compter sur de nombreux talent.